# ゴーストリコン ワイルドランズ
『ゴーストリコン ワイルドランズ』（Tom Clancy's Ghost Recon Wildlands）は、ユービーアイソフトより2017年3月9日に発売されたゲームソフト。対応プラットフォームはPlayStation 4、Xbox One、PC。

## 概要
特殊部隊「ゴースト」を率いて戦うアクションシューティングゲーム「ゴーストリコン」シリーズの一作。本作ではオープンワールドとして作られた2019年の南米・ボリビアを舞台に麻薬カルテルの「サンタ・ブランカ」と戦う。
「ゴースト」は「サンタ・ブランカ」と戦うだけでなく、「サンタ・ブランカ」と癒着し腐敗した政府が操る軍警察部隊「ユニダッド」(他のオープンワールド作品においての「警察」に相当する)に追跡されたり、プレイ中に「サンタ・ブランカ」および腐敗した政府と戦う「反乱軍」と協力関係を持てたりする。ゲーム内には21のエリアが存在し、それぞれに「サンタ・ブランカ」のブション(ボス)がいる。
プレイ人数は1人の場合はAIの操作する3人を引き連れて戦うが、オンラインで4人協力プレイも可能となっている。
2017年2月24日から2月27日まで日本語版のオープンベータテストが開催された。

## 登場人物

### ゴーストチーム
特殊部隊『ゴースト』。単なる軍の一部隊ではなく、4人の精鋭からなるチームで、敵戦線後方における隠密行動を主な任務とする。彼らは命令に沿って動くのではなく、自らの判断により、困難な任務の解決をめざす。伝説的な存在でありながら、その存在が表に出ることはない。
アップデートにて主人公であるノマド以外の服装も変更可能になった他、「キャラクターアイコン」で女性キャラクターを選択するとそれにあわせてボイスと性別が変化する。
「ノマド」アンソニー・ペリーマン
日本語版声優 - 堀内賢雄 / 斎藤恵理
本編およびDLC「フォールンゴースト」の主人公で、ゴーストチームのリーダー。ボストン出身。軍人の子として生まれ、少年時代は基地から基地へ引っ越す生活を送っていた。18歳で軍に入隊し、24歳でデルタフォースに所属。対テロリスト部隊である第88任務部隊で3度従軍した功績が認められ、ゴーストに抜擢され世界各地で数々の極秘任務をこなした後、2年前にゴーストチームのリーダーに昇格。通信、心理戦、不正規戦のエキスパートで、スペイン語も流暢に話せる。
「ミダス」ルビオ・デルガド
日本語版声優 - 高橋英則 / 仲村かおり
ゴーストチームの一員。父親がホンジュラス出身、母親がメキシコのシウダー・フアレス出身の、中南米系の血筋。一時は司祭への道を歩むが、神学校を辞めて軍への入隊を選び、レンジャーの諜報担当の隊員となった。中南米の歴史と文化に詳しく、ドラッグの密輸にも独自の観点を持つ。加えて、車両の扱いに通じた敏腕技師の面もある。プライベートでは4人の子供を持つ既婚者で、幸せな家庭を築く。ホルトとも10年来の友人である。
「ホルト」ドム・モレッタ
日本語版声優 - 小松史法 / 雨谷和砂
ゴーストチームの一員。ルイジアナの軍人一家の出身。18歳で軍に入隊し、21歳にはレンジャーではサッパーを務めた。データ分析とドローンの操縦に精通した技術兵。生まれた地域が違法薬物に溢れていたことから、家族や友人の多くがドラッグで死ぬか、刑務所送りになっている。そのため、ボリビアでの任務は他の土地でも同じ事態を起こさないためのものだと考えている。
「ウィーバー」コレイ・ウォード
日本語版声優 - 水越健 / 平野夏那子
ゴーストチームの一員。チームの4人の中では唯一の黒人で、額から右目の下に向かって斜めに走る傷痕が特徴。少年時代から学業に秀で、プリンストン大学を優秀な成績で卒業後に海軍に入隊し、DEVGRUの一員となる。狙撃兵として数度従軍する中で狙撃の技術を磨き、ゴーストチームにおいても冷静沈着に敵を仕留める。また、その経緯から学識に優れ、大学教授のごとき口ぶりからその高い知性がにじみ出るが、彼自身は目立つのを好まない。ノマドとは強い友情で結ばれており、彼から最初にチームのメンバーに選ばれた。

### サンタ・ブランカ
メキシコ発祥の麻薬カルテル。英字表記は「SANTA BLANCA」。南米諸国にも勢力を展開していたが、現在はボリビアを本拠地とし、メキシコの仲間を経由してアメリカやカナダへの麻薬密輸ルートを構築している。ボリビアに進出後、抵抗する政府とボウマン曰く判事、警察官、政治家、ジャーナリストが絶滅寸前になった程の熾烈な抗争を繰り広げ、役人や警官らの買収と相まって対抗策を失った上に多くの国民が死亡した事に憔悴し切ったボリビア政府に対し、国内での殺人を最小限にすれば活動を黙認するという密約を結ばせて事実上降伏させた。
かつてはアメリカ当局内での危険度ランクでは第147位の組織に過ぎなかったが、サンドバルを狙った在ボリビア・アメリカ大使館付近での爆弾テロと、彼を捕えて拷問の果てに殺害したことで一気に危険度ランク第4位の「麻薬テロリスト」に指定された。
高い攻撃性だけでなく、天才的な能力を持つ幹部達がそれぞれ得意分野を持つブションを統率しており、アメリカ、イスラエル、ロシア、南アフリカなど世界各国から来た元軍人の教官に訓練を受け、軍隊に準ずる技能を持つシカリオ（本作では兵士のような扱いだが、実際には殺し屋を意味する）による護衛部門、サンタ・ムエルテ信仰に基づく宗教性とメディアを使い義賊性を謳うプロパガンダ部門、陸海空で全世界に麻薬を運ぶ密輸部門、最先端の生化学とコカ農家のノウハウが合わさり、特注品のコカインを大量生産する生産部門と、その勢力はボリビア政府をも凌駕する。
その圧倒的な資金と技術力によって生み出されたコカインは世界最高級とされており、質の高さと安定した供給網でもってサンタ・ブランカブランドのコカインは毎週20億ドルとも言われる収益を上げている。
なお、麻薬売買で得た巨額の利益故か資金面では豊富で、護衛部門には、武装した車両やヘリコプター、ボートのみならずAPCまで配備されているが、シカリオの装備は個々人や状況によって差があるようで、重要拠点ではヘルメットやボディアーマーを身に付けた重装備の者がいるのに対し、そうではない場所では上半身裸の者もいる。

#### 幹部
エル・スエーニョ
日本語版声優 - てらそままさき
サンタ・ブランカの最高幹部のエル・ヘフェ・デ・ヘフェス（ボスの中のボス）で、元シカリオ。ボリビア政府を降伏させ実質的な支配者となっている。名前のスエーニョは「夢、福音」という意味である。頭から胸にかけての、矢十字をモチーフとした入れ墨と後頭部の髑髏の入れ墨が特徴。残忍さとカリスマ性を持つリーダーで、彼の手によってサンタ・ブランカは巨大な組織へと成長した。その野望の最終目標はボリビアの掌握を通り越した、「麻薬国家サンタ・ブランカ」の樹立にある。
エル・ムロとは幼少期からの親友であるが同時にニディアとも父と娘のような親しい関係であり、ゴーストチームによって組織がダメージを受けた影響で入るはずの金が届かなくなった取引相手から彼女の責任問題を責められて殺すよう要求されても、「騎士の死を経験しない王はいない。だがニディア・フロレスは別だ」と強い思い入れがある旨を語った。
最終的にはライバルの麻薬カルテル4つとヘロインを取引するテロリストグループの情報提供と、リッキー・サンドバルが起こした自作自演のテロ事件の真相を沈黙する事を条件に、司法取引でアメリカ司法省に全面免責を受ける。その後の結末は二通りに別れ、プレーヤーが100%ミッションをクリアしなかった場合のエンディングではボウマンに射殺され、彼の死後も残党や各勢力の殺し合いがあるとボウマンが推測する。100%クリアを遂げた場合の二回目以降のエンディングではそのまま拘束され、証人保護プログラムが適用されてフロリダで24時間監視下に置かれながら生活する情報提供者となる。
ボリビアでは麻薬対策のための改革が起こるも、スエーニョ自身は情報を全て提供した後解放された場合、エルサルバドルで新たな麻薬カルテル（エル・レナシメント）を設立する可能性が示唆される。
エル・ムロ
サンタ・ブランカの幹部で警備保安のチーフ。本名はフランシスコ・リカルド・ムンギア。スエーニョとは幼少期からの親友にしてボディーガードであり、冷酷かつ高度な戦闘能力を持つことからサンタ・ブランカ版の「ゴースト」と言える存在。貧困層の出身で、スエーニョとともに麻薬王の豪邸の隣にある農園で育ち、そこでの過酷な生活と出生を「臍の尾はコカイン用の鏡の破片で切られた」と称する。メキシコ軍に入隊し、腕利きの集まりながら腐敗した特殊部隊に所属して、地元の麻薬組織と癒着して組織を守るのと引き換えに金とコカインを受け取って出世の道を歩む。なお、名前のエル・ムロは「壁」を意味する。
弟であるラ・プラガの死後、憎んでもなお親友スエーニョへの敬意は消えず、ユニダッドと協力してスエーニョを自分の手で暗殺しようとするも、ゴーストに拘束される。その後ボウマンに情報提供を要求されるが「俺は奴にも自分にもそんなことはしない」と拒否し、ボウマンらのサンタ・ブランカ壊滅作戦をごっこ遊びとして非難した。
ニディア・フロレス
サンタ・ブランカの幹部で麻薬密輸のチーフ。かつてはミスコンの女王であり、「ビューティー・クイーン（別名はラ・レイナ・デ・ベジェサ）」の異名を持つ美女。サンタ・ブランカが製造した麻薬は、彼女の手により交通網を介して世界中の顧客へと出荷される。幼い頃からエル・スエーニョに面倒を見られており、彼の期待に応えようとしている。
一方でスエーニョからも寵愛を受けており扱う物量と金額に合わない単式簿記、現金主義会計で穴だらけの帳簿をつけていて、その隙を突いて金を横領しているかもしれないと警告する部下に対して、スエーニョがニディアへの信用を口にする場面もある。
最終的にゴーストの介入で金の輸送に失敗したことからサンタ・ブランカのシカリオに襲撃を受けるがゴースト達に救出され、全面免責を受けヴァレリアと共に生活するという条件で、スエーニョの情報を提供した。
エル・カルデナル
サンタ・ブランカの幹部で組織広報のチーフ。サンタ・ブランカは宗教的バックボーンであるサンタ・ムエルテを信奉しており、この布教活動を手掛けながら宗教面でのプロパガンダを行っている。元はカトリック教会の聖職者だったが破門され、サンタ・ブランカへと鞍替えした。彼のアドバイスのもと、サンタ・ブランカは「エスペランサ・サンタ・ブランカ」というNGOを設立してボリビアに学校や病院を建設し、森林火災が発生した際にはいち早く支援を行うなど援助。またメディアやSNSを使ったプロパガンダで、コカ産業によるアメリカなど欧米諸国からの自立を謳い、カルテルがボリビア国内だけでなく国際的な支持をも得られるようにした。
カルテルと利益主義的に癒着する一方で、度が過ぎた悪行には異を唱えるなど、宗教家としての良心を捨てきれない一面を見せている。児童売買をデマとする集会の最中、ノマド達の工作によりラモン・フェリスが掴んだ情報の映像を流され、拘束された。
エル・ヤヨ
サンタ・ブランカの幹部で麻薬製造のチーフ。本名はルドルフォ・ヤナ。五人の幹部の中で唯一のボリビア人で、元は伝統的なコカ農場主でコカ農家組合の指導者であった。
彼にとってコカは麻薬の原料ではなく数千年続く伝統と文化の一部であり、絶対にコカの葉からコカインは精製しないと誓っていた。しかしアメリカ政府の麻薬撲滅作戦によりコカ畑を焼かれて以降コカインの精製に手を染め、ボリビア有数の麻薬生産者へと転向した。その後、ボリビアに目を付けたサンタ・ブランカによって家族を人質に取られて組織のために働くよう脅迫されたことで現在に至る。
サンタ・ブランカに属するボリビア人としては最も高い地位にあるが、逆境に負けない尊敬すべき人物と好評されている一方で、仲間を守るためなら誰とでも手を組む姿勢から裏切り者呼ばわりする者もおり、その評価は大きく割れている。コカインの生産は科学と知識を重要視するラ・グリンガに対して伝統と経験を重んじ、たびたび衝突していた。
なお、名前のエル・ヤヨは「祖父」を意味する。無理な増産要求に応じる事が出来ず、やむなく混ぜ物で量を増やしたが最終的に監禁されて品質管理をさせられ、身柄をノマド達に拘束されたが、ノマド達が家族を救出したことから情報を提供することとなった。

#### リーダー
ラ・プラガ
警備保安のナンバー2。エル・ムロの腹違いの弟で、本名はイグナシオ・ペレス・セルバンテス。サンタ・ブランカの兵士であるシカリオのリーダー。戦闘能力自体は兄やゴースト隊員にも匹敵し、ボウマンはその能力と残虐性を「優等生」と評している。しかし兄のコネで幹部になったような部分があり、SNS上で自身の豪華な生活を自慢したり、敵に警告を発する目的があったとはいえ拷問や虐殺の動画をアップロードして公開するなど、カルテルの主要メンバーとしては自覚のなさが見られる。
兄の意向によりロシアの特殊部隊「ボダーク」で戦術の訓練を受け、エルサルバドルやホンジュラスの暗殺部隊に派遣されて殺しの技術を磨いた経歴がある。この頃より、自ら倒した敵の首を切り落として見せびらかすことを得意としていた。なお、名前のラ・プラガは「疫病」を意味する。
ゴースト達により護衛部隊が損害を受けたことからスエーニョからの風当たりがきつくなり、それを挽回すべく反乱軍の掃討作戦を行うも、その過程で多数の住民を虐殺する動画を懲りずにアップロードしたため、遂にスエーニョから見限られ、エル・ムロに暗殺指令を出すに至る。暗殺命令を反故にしたエル・ムロの手で国外逃亡を図るが、最終的にゴーストに襲撃され、交戦の末死亡する。
ラ・グリンガ
麻薬製造のナンバー2。本名カトリーヌ・スヴェンセン。“ラ・グリンガ”はアメリカ人への蔑称だが彼女はスウェーデン出身である。MITの博士号を持ち、もともとはボリビアへNGO「ハンズ・オーバー・ボリビア」の一員として安価な黄熱病のワクチンを研究する慈善事業のためにやってきた。だが、NGOがCIAのフロント団体だったというスキャンダルを起こしてその立場を失い、行き詰ったところをエル・スエーニョにコカイン製造の主任研究員としてスカウトされた。ボウマンに言わせればIQこそ高いが倫理観はゼロ以下。
コカインの製造に当たっては科学と知識を重要視するため伝統を重んじるエル・ヤヨとは思想・主義ともに正反対なため対立しており、その仲の悪さはスエーニョ自らが仲裁に入らなければならなかったほど。ゴーストの介入によって生産網に被害を受け、量を確保するため仕方なくコカインの純度を下げたが、これが「サンタ・ブランカというブランドを汚した」としてスエーニョの逆鱗に触れ、命を狙われる。
内心では人道支援家としての信念を捨てきれず、サンタ・ブランカの資金を使って反乱軍の医療支援を行っていた。そのため反乱軍とは親密な関係にあり、最終的には反乱軍に保護された後、ノマド達に救出される。ボウマンから「刑務所に入る」と宣告されても、「刑務所にいたほうがスエーニョの下にいるよりマシ」と語ったほど、スエーニョの制裁を心底恐れていた。
ラモン・フェリス
組織広報のナンバー2。もともとは麻薬カルテルの犯罪を告発するジャーナリストだったものの、サンタ・ブランカにハッキング攻撃を受けて居場所を特定されて手酷い制裁を受け、この恐怖に屈した形でサンタ・ブランカを賛美するブログを運営するようになった。
故に罪悪感から心身を蝕まれ、自ら命を絶とうとしたが、情報屋からサンタ・ブランカ・カルテルの人身売買に関する情報を送られ世界に向けて公表しようと決断。しかしスエーニョにはこの情報は筒抜け（実はスエーニョはラモンのパソコンそのものを管理しており、キー操作すら筒抜けの状態だった）であり、最終的にはスエーニョの放ったシカリオ達によって壁に貼り付けと言う無惨な死を遂げてしまう。ただしハードディスクに保存された情報はゴーストに回収され、エル・カルデナルを失脚させる材料として使用された。
エル・ボキータ
麻薬密輸のナンバー2。本名はRonaldo Villa で、ニックネームのボキータは「口」という意味である。ニディアの腹心の部下。6歳の頃から「家族旅行」として父親の密輸に関わり、13歳で密輸のプロ「トラピチア・ドール」となり、ありとあらゆる物品を密輸し、生計とスリルを得るようになった。最難関クラスのものではウランのイエローケーキの密輸を成し遂げた事もある。
ニディアに一目惚れしており、最初彼女は相手しなかったものの、ある夜酔った勢いで彼女と関係を持ち、彼女の娘・ヴァレリアの父親として籍は持たないものの、一緒に娘を育てている。ニディアが窮地に立たされると、名誉挽回のため決死の覚悟で金を求めるメキシコの出資者へ直接現金の密輸を試みるも、あえなく失敗（その前に「それはできない」と再三、二ディアに危険性を訴えていた）し、ノマド達に襲撃された際も平然な立ち振る舞いであり、自分が始末されるのを察し、ノマド達に「もうわかった」「さっさと殺れ」などと言い放つも、その場で射殺される。ニディアはその後、「本当にごめん」と言いながら彼の首を切断し、輸送作戦に失敗した責任をボキータに被せる意図として、スエーニョに差し出した。

#### ブション
ラ・ユリ&エル・ポリト
イタクァ地方のブション。ラ・ユリは元看護士で、エル・ポリトはラ・ユリの勤めていた病院で研修していた元研修医の夫婦。瀕死の重傷を負ったラ・プラガの命を救ったことで、彼から命の恩人としてプレゼントを幾度も贈られた末、表向きはサンタ・ブランカの医療スタッフとしてスカウトされたが、真の役割は人体に精通していることから捕えた敵対者への拷問要員で、イタクァ地方で捕えられた口の堅い者に最大限の苦痛を与える拷問を加える。サンドバルとアマルに拷問を行った張本人。友人であるサンドバルを殺された報復として、ボウマンの指令によりゴーストチームに殺害された。
カール・ブックハート
モンティヨック地方のブション。バーモント州出身。10代の頃から不良行為を繰り返し、18歳で服役か従軍かを迫られて軍に入隊する。それが天職だったのか一気に頭角を現し、戦闘能力はノマド達ゴースト隊員に匹敵。第75レンジャー連隊の隊員として2003年にイラクへ派遣されノマドと共に仕事をした経歴があるが、2005年にラマーディーでIED攻撃を受け除隊。その後は一般の暮らしに馴染めず、警察と揉める事が多くなった。偶然訪れたフアレスのバーでエル・ムロと出会って意気投合。誘いに応じてカルテルの傭兵となり、モンティヨック地方にある訓練キャンプの軍事教官長として本格的な軍事訓練でシカリオの育成を行うようになった。
レンジャー過程を基にシカリオ向けに改変した彼の訓練プログラムは無抵抗の女性や子供を鈍器で殴り殺すなど、とてつもなく残虐かつ過酷なもので、半分以上が脱落するか死亡・負傷する代わり、訓練を終えた者はどんな命令でも実行する冷酷な殺し屋となっている。最期は銀山に立て篭もり、ゴーストチームを迎え撃とうとしたが返り討ちにあい死亡。
エル・ポゾレロ
サン・マテオ地方のブション。本名はラウル・ムリーヨで、名前のエル・ポゾレロは「シチュー・メーカー」を意味する。カルテルが痕跡を残したくない死体の処理が専門であり、死体を水酸化ナトリウムで溶かす仕事をしている。何らかの知的障害を持っており精神年齢は10歳程。その為人を溶かす事をただの仕事として考えており背徳感を感じていない。それ故にラ・プラガをして「2度と会いたくない人物」と言わしめ、畏怖させたほど。更にノマド達の襲撃により連れ去られる際にも怒りや恐怖を感じず、ノマド達に気さくに話し掛けたりした。ノマド達をも困惑させるほど人懐っこい。
バロ将軍
フロル・デ・オロ地方のブション。詳細は後述。
エル・コマンダンテ
メディア・ルナ地方のブション。詳細は後述。
カルジータ
アグアベルデ地方のブション。本名はハビエル・コロネル・バヤルドで、メキシコで通信会社を経営する大富豪のゴンサロ・コロネル・バヤルドの御曹司。ハーバードでBA、ウォートン・ビジネスでMBA、オックスフォードではファッションのために博士号を取得した高学歴を持つ、世界的なビジネスマンにして遊び人。各界の実力者や有名人とコネを作るのが上手く、元は国立公園だったのがサンタ・ブランカの手で開発された高級リゾートを統括していて買収や接待で世界中の有名人や政府高官とつながりを持つ。現場における実務上の経営者の役割は助手に任せている。助手を殺害されたことでアグアベルデに戻り、各界のＶＩＰを集めて彼らを安心させるための盛大なパーティーを主催したが、潜入したゴーストチームによって捕らえられてしまいパーティーの参加者リストを奪われ、おまけに派手な銃撃戦をされてしまったため各界のコネを全て潰された。またノマドからは「転んでもタダでは起きない奴」と評されている。
DJペリコ
日本語版声優 - 加瀬康之
プカラ地方のブション。ロサンゼルス出身のメキシコ系アメリカ人で本名はマルコ・ガルシア。31歳。アメリカでは13歳でストリート・ギャングになり、すぐに コカイン所持で逮捕され、15歳で殺人未遂を犯しメキシコへ逃亡。いとこのツテでサンタ・ブランカのシカリオとなるが、簡単な殺しの仕事に失敗して疎まれ、処分される一歩手前となってしまう。(車に乗る標的に至近距離からマシンガンを撃って全て外した様子。ボウマン曰く、「失敗する方が難しい」)しかし、元々はDJ志望であったために口は上手く、それに目を付けたスエーニョにDJとしての素質を見込まれ、カルテルの海賊放送である「ブション・ラジオ」、別名「サンタ・ブランカ・ラジオ」にて宣伝活動を行う広報役として起用された。なお、名前のペリコは「オウム」を意味する。ゴーストチームに拘束され、バック・カタリの反乱軍に対する奮起のメッセージをラジオで放送するよう脅迫された。
ラ・サンテラ
エスピリトゥサント地方のブション。少女時代は敬虔なカトリックであったが、やがてサンタ・ムエルテへの信仰に取り憑かれ、エル・スエーニョに構成員たちへ忠誠心を高める説教をさせる役目を任された。信仰のためには人身御供をも辞さず、故にエル・カルデナルと対立することもある。ゴーストの妨害によってエル・スエーニョからの信頼を失い、見せしめのために公開処刑されそうになるが救出され、投獄される。
エル・チド
マルカ地方のブション。本名はマルセロ・リオス。ナルコ・コリードのトップアーティストであり、サンタ・ブランカの一員ではないが交流を持ちカルテルを称える歌を歌ってきた。甘いマスクと鍛え上げられた肉体に魅了されるファンは多く、ボウマン自身もチドが好きなようで、彼にだけは顔に傷をつけないよう拘束するよう依頼して着くやいなや興奮し、気さくに話し掛けていた。厳重な警備の元でコンサートを決行するがゴーストに拘束される。
彼のコリードはサウンドトラック「The Sounds of Santa Blanca」として発売されている。
エル・エミサリオ
オコロ地方のブション。エル・ヤヨの孫で、本名はゴンサロ・ヤナ。25歳。後継者として育てられコカインの生産管理をしている。祖父であるエル・ヤヨを慕っており、彼の顔を潰すことを恐れている。なお、名前のエル・エミサリオは「使者」を意味する。
ノマド達による攻撃により、コカインの生産に打撃を与えられ、一時は離れていたオコロに戻り祖父を失望させないために奔走するが虚しくも失敗、その後追い詰められたエミサリオはスエーニョに遺書を残し、邸宅のペントハウスで首を吊って自殺した。
マーカス・ジェンセン
リベルタード地方のブション。スリナム系アメリカ人の科学者で、ラ・グリンガにスカウトされて研究助手となった。犯罪組織に所属している自覚はあるものの金や女性に恵まれ、教え子であるサンタ・ブランカの構成員らに承認されることを喜んでおり、ノマドに拘束されボウマンに尋問を受けた際も、カルテルでのコカイン研究に背徳感どころか開き直って自分が作らなくても誰かがコカインが作るのだから、それが自分であってもいいと自身の行いを正当化していた。ボウマン曰く「反社会的な脳みそ」。
エル・ウェイ
ビーヤ・ベルデ地方のブション。鉱山労働者の家系で、コカイン精製に使う軟マンガン鉱の採掘を担当。研究の失敗で顔に大きな火傷がある。基本的に親しみやすい性格で、部下に優しくユニダッドとも友好的であるが、顔の火傷を馬鹿にする相手には容赦なく、自分を題材にしたホラー映画のスタッフ全員を行方不明にしている。連行される最中もノマド達に気さくにはなしかけ、「労働者に不平等だったのは認めるが、この国の鉱山を蘇らせたのは自分」と語っていた。最終的にボウマンにバーナーで脅され、情報を提供する。
マドレ・コカ
タバカル地方のブション。本名はルペルタ・ファロ。伝統的なコカ農家だったが息子のパブロがコカインで死んで以降、コーヒーの生産地だったタバカルに「暴君」として君臨し、強引な手法でコカ農場にした。マドレ・コカの一派はエル・ヤヨの後援のもとサンタ・ブランカの傘下にいるが独自に輸送・警備を行い、自分だけのカルテルといってもいい勢力を築いている。右腕であり息子の面影のあるサラザールが拘束されてしまったことで、ゴーストに対して話し合いの場を設けるが平和的に事態を治めるつもりは全くなく、ゴーストに奇襲をかけるも敗死した。彼女の意図としてはゴーストを拘束しサラザールとの人質交換に利用しようとしたのだろうと推測される。
エル・プルポ
バルベチョス地方のブション。本名はオクタビオ・アイェンデ。サンタ・ブランカの会計士で資金洗浄を得意としており、各方面に触手を伸ばすかのごとくコネを作っていることから「タコ」を意味する名前で呼ばれている。カルテルのメンバーではあるがビジネスマン向きで銃の代わりにアタッシュケースで仕事をする。
彼によってカルテルは毎週20億ドルとも言われる収益を洗浄して合法的な事業にも進出できるようになったが、エル・スエーニョからニディアに帳簿の付け方や資金洗浄についての指導、監査役としてボリビアに派遣されたことから彼女との関係が悪い。
最終的にはボウマンの発案した離間の計が成功したことで、ニディアの部下から命を狙われるもノマド達の支援でメキシコへと逃亡した。ノマド達の見解では、メキシコでカルテルの面々にニディアの悪行を報告することで、彼女に打撃を与えると予想する。
アントニオ
モホコヨ地方のブション。フルネームはアントニオ・ガルシア・テイラー。カルテルの在庫管理責任者で、自身がコカイン中毒であるため情緒不安定で自分の命が狙われていると思いこんでいる。コカインに囲まれた生活を送っために誰も信用せず、部下にもしばしば銃を突きつけたりなど等の行為が頻繁になり、遂には自分の妻が待つ家にも帰らなくなった。アントニオの妻曰く「昔は優しくて逞しかった」。
その誰も信用しない偏屈な性格のおかげで彼以外コカインの運搬スケジュールを知らず、情報の守りが固くなっていた。
最終的には、ノマド達により連れ去られて、ボウマンの用意したコカインで強制的にハイにさせられ、情報を洗いざらい全て吐いた。
エル・セレブロ
カイマネス地方のブション。本名はパトリシオ・メンデス・ヴァレ。名前のセレブロは｢頭脳｣という意味で、少年時代から頭脳明晰であり、そこをニディアに見込まれてメキシコの大学とカリフォルニアの大学院に進学した。サンタ・ブランカの中ではコカインを運ぶ潜水艦技師として働き、既に潜航可能深度はわずか数10センチながら通常船舶よりも隠密性の高い半潜水艇を設計し複数隻を完成させているが、もっと深くまで潜り大量のコカインを運ぶ事の出来る本格的な潜水艦を生み出そうとしている。
最終的にはノマド達に連れて行かれるが、それは影武者であったため本人は数年前にどこかに姿を消したようである。影武者は本人の下で潜水艦デザイナーをしており、連行される最中は潜水艦についての科学的な話を延々として、ノマド達を辟易させた。
ボストン・リード
コアニ地方のブション。マサチューセッツ州レキシントンの中流家庭で育ち、冒険に憧れ南米の辺境地でパイロットをしていたが、エル・ボキータと出会ってサンタ・ブランカに入り飛行機でのコカイン密輸を実行、現在はそれらの空輸を統括する役割をしている。非常に用心深い性格でカルテルのメンバーですら荷物をやり取りする時以外、仕事中のボストンの居場所は把握できない。麻薬の密輸のほかにサンタ・ブランカにも秘密で人身売買を行っている。
ゲレーロ兄弟からの緊急コードによりコアニへと呼び戻される。軍用の武装ヘリコプターにてゴーストと交戦するも撃破され、死亡した。
エル・ガト
レマンゾ地方のブション。コカインの梱包管理者で、16歳からサンタ・ブランカのために働き、幾多もの致命傷より生き延びているため自らを｢不死身｣と称している。名前のエル・ガトは｢猫｣という意味で、芸能界のトップスター達や麻薬界の大物達を顧客にする整形外科医の父親がいたが、彼はある麻薬界の大物を整形手術の失敗で死なせてしまったがために命を狙われてしまい、最終的には父を救う為に自らの手で止むなく父親を殺した。そして、その遺灰をロケットにぶら下げ、ここぞという時に吸引している。エナジードリンクやサンタ・ブランカに属する医者によりコカインを人体へ埋め込むなど様々な方法でコカインを密輸していた。その肩書きから多くの人間に命を狙われており、影武者を立てるなどして暗躍していたがついに居場所を突き止められ、ゴーストとの交戦の末死亡した。
ラ・カブラ
インカ・カミナ地方のブション。本名デラロス・セラノ・デ・ペレス。ニディアの高校時代からの親友で、13歳の頃からコカインの密売に手を染め、売人だった3人の夫と離婚した他、彼女自身も何度も刑務所に入っている。情報を扱うことを通じてペルーの麻薬ギャングとコネを持ち、コカインのバイヤーとしてペルーから予備のコカインを調達している。その後、ペルーの交渉人と交渉中に、ゴースト達に狙撃され暗殺される。この際交渉人も殺害されたことから、サンタ・ブランカとペルー人ギャングの間で断絶が起こるとボウマンは推測している。彼女の密輸ネットワークは独自のものであり、エル・ボキータとの繋がりは無い。

#### 構成員
エミリオ
モンティヨック地方の訓練所で訓練を受けていたシカリオの卵だったが、訓練についていけずに脱走し、追われていたところをノマド達に救出される。そして、サンタ・ブランカを抜けるための見返りとしてボウマンに訓練の統括者が「アメリカ人のブックハート」であると証言した。
アルトゥーロ・ルイス
DJペリコの元ボディーガードで、現在はプカラ地方のカルテルが管理するピルカ鉱山に勤務。しかし、麻薬で酩酊状態のペリコに愛犬のパロマを間違って撃ち殺されたことで、彼を今も嫌っている。
エステバン・イバーラ
ラ・サンテラの相談役で、彼女のカルトとサンタ・ブランカの橋渡しをしている。
サラザール
マドレ・コカにスカウトされたタバカル地方の地元民で、彼女の副官としてコカ輸送の護衛を担当している。
ワーグナー
エル・プルポの右腕。資金洗浄の隠れ蓑となっているバルベチョス地方のシプコ銀山にいたところを、プルポがニディアに何か罠を仕掛けると思い込んだ彼女の部下達に拉致されるが、最終的にはノマド達に救出され、両者の仲の悪さを証明する生き証人も同然となった。
カルロス・ゲレーロ、ヘルナンド・ゲレーロ
ボストン・リードの人身売買に協力している兄弟で、寝ている人間をそのまま拉致することから、通称「埋葬屋」。自らが拉致した女性を売る前に手を出している。サンタ・ブランカのメンバーの中では風貌が厳つくなく、ミダスは「住人はあんなのを恐れているのか？」と評していた。ヘルナンドはノマド達に確保され、ボストン・リードを呼ぶコードを吐いた。

### ユニダッド
ボリビア政府が設立した軍事警察部隊。部隊章は羽らしきものがあるドクロを上から口にかけて貫いた剣で、部隊章の下側には「LA UNIDAD」と赤字で記され、上側には白字で「LA UNION ES LA FUERZA」と「ULCN」と記されている。本拠地はフロル・デ・オロ地方のジャガー作戦司令基地で、この他にも各地に基地施設を有する。
本来はメキシコからやって来たサンタ・ブランカに対処するための部隊であったが、カルテルの強大な力に抗しきれずに政府が和解の道を選んだ結果、彼らの目の前でカルテルの構成員がボリビア市民を殺害するなどの犯罪を犯さない限りは、その存在を黙認する方向に転換し、時にはカルテルの重要拠点を共同で警備することをもするようにもなった。組織の腐敗も進んでおり、サンタ・ブランカ幹部と繋がりを持つ者や一般市民を脅迫する者が多数存在するなど設立意義は形骸化している。
しかしながら、まぎれもない一国の正規軍だけあって、兵力の規模や装備の質はカルテルと比較しても決して劣っておらず、兵士はボディーアーマーや頭部を保護するバイザー付きのプロテクター に身を包んだ重装備で、武装した車両やヘリコプターも多数有している。
バロ将軍
ユニダッドの総司令官。本名はフアン・パブロ・バロ・レボジェド。68歳。愛国者であり19歳でボリビア軍に入隊し、ガラス精鋭部隊で昇進を果たした末、2012年に現職に任命された。サンタ・ブランカとの戦闘で一般人の犠牲者が多数出たことにより対決を諦め、政府との和解を仲介した。
自らがサンタ・ブランカと取引したことによりボリビアに腐敗と暴力が蔓延したことを後悔しており、最終的にボウマンの要請で軍の上級士官に協力を取り付けた。
エル・コマンダンテ
ユニダッドの士官で、メディア・ルナ地方におけるユニダッド司令官。階級上は中佐だが、仮面で顔を隠しており、素顔はおろか本名、年齢もわかっていない。反乱軍との戦いで活躍し、多くの虐殺の末にメディア・ルナの反乱軍を鎮圧した。その後は反乱軍に詳しいことからユニダッドをサンタ・ブランカの警備のために動員しており、ユニダッド版「ゴースト」とも言える存在だが、エル・スエーニョからは信頼を受けておらず、護衛部門No.2であるラ・プラガとの繋がりは無い。最終的にサンタ・ブランカを出し抜いていたことが判明して交戦状態になり、その間にゴーストに射殺される。ノマドが顔写真をボウマンに提出後、正体は国防大臣の息子ミゲル・デ・ロ・モンテロスであることがわかり、首都の権力者がコカイン利権を漁るための極秘任務に参加していたと見られる。
フエンテス
ユニダッドの士官で、イタクァ地方のアルマジロ前線基地の司令官。ラ・ユリやエル・ポリトと繋がっており、捕虜を引き渡して尋問させている。なお、捕虜の引き渡しの連絡において用いている符丁は「羊」。
ベント
ユニダッドの士官で、ビーヤ・ベルデ地方におけるユニダッドの副官をしている。かつてエル・ウェイの顔の火傷について茶化したことがあり、一触即発の状況になりかけたことから彼とは折り合いが悪い。ビーヤ・ベルデでサンタ・ブランカと取引をしており、ゴースト達がエル・ウェイを陥れるために射殺され、傍らにエル・ウェイが使っているショットガンの弾を置かれる。
イグレシア
ユニダッドの士官で、階級は大尉。フロル・デ・オロ地方で部隊長を務めているが、サンタ・ブランカの情報屋と繋がっており、金と引き換えに有益な情報を受け取っていた。ボウマンがユニダッドに潜ませていた諜報員をカルテルが嗅ぎ付けたことで、スパイの安全を守るためにゴーストがイグレシアと情報屋の会合場所へ潜入し、情報屋を始末することになる。なお、情報屋を始末すればミッション完了の判定が下されるので、イグレシアを殺すか否かはプレイヤーの判断に委ねられるがどちらにしても結末は変わらない。

### カタリス26
ボリビアにおける反乱軍。AK47の上に「26」と書かれたエンブレムを持つ他。ボリビア国旗に使われる赤、黄、緑を組織のカラーに使っている。
大多数のコカ農家がサンタ・ブランカ・カルテルに従う中、反旗を翻した少数のコカ農家がアマルとパック・カタリのもとに結集し、武力的な抵抗を続けている。その後、ノマド達ゴーストやCIAなどアメリカ側と協力関係になり、共同でサンタ・ブランカ壊滅を目指す。
装備はカラフルな平服とサンタ・ブランカやユニダッドと比べると旧式なものだが、逃げながら戦い数丁の銃でも敵勢力に対応できるようにしているなど戦術面は洗練されており、機銃を搭載したテクニカルなども装備している他、ヘリコプターもゴーストに提供できる。
パック・カタリ
ボリビアの反乱軍「カタリス26」のリーダー。サンタ・ブランカの台頭により腐敗したボリビアを憂うあまり、トゥパク・カタリの後継者を自称してカルテルに対抗するボリビア国民の代表者となり、政府とサンタ・ブランカの両方と敵対している。その本質は野心家でもあり、ボリビアの国益のためとはいえボリビアのコカイン利権に興味を示していた。物語終盤ではボウマンやノマド達を出し抜いてサンタ・ブランカに攻勢を図ろうとしていた。最終的にはエル・スエーニョの墓廟にたどり着いたようだが、そこでエル・スエーニョに殺害され首を切断される。
アマル
「カタリス26」の創設者で、パック・カタリの叔父。ボリビア農民に対する独特の信念の持ち主で、反乱軍はその思想に基づいている。そのため、サンタ・ブランカに狙われて捕えられ、ラ・ユリとエル・ポリトから拷問を受けていたが、居場所を突き止めたゴーストチームによって救出され、パックと合流を果たした。しかしエル・スエーニョのミッションで、パック・カタリに殺害されたことが判明した。

### その他
カレン・ボウマン
日本語版声優 - 林真里花
CIAのエージェント。殺されたサンドバルとは友人であり、彼の死を機に決定されたCIAとDEAとJSOCの共同部隊からなるサンタ・ブランカの壊滅を目的とする「キングスレイヤー作戦」の常駐担当官としてゴースト達に司令を下す。エル・スエーニョを射殺するエンディングでは逮捕され服役するが、エル・スエーニョがそのまま拘束されるエンディングでは彼が将来新しいカルテルを設立する際、ゴーストチームと共にスエーニョを迎え撃つ決意を見せる。
リカルド・サンドバル
DEAの特別捜査官。1980年8月16日生まれのメキシコ系アメリカ人。愛称はリッキー。6年に渡ってボリビアで潜入捜査をしていたが、サンタ・ブランカに身元が割れて狙われ、最後には47時間もの間エル・スエーニョとラ・ユリとエル・ポリトの拷問を受けた末、スエーニョの手で殺された。彼が殺されたのがこの物語の始まりとなる。実はサンタ・ブランカがテロリスト指定を受ける切っ掛けとなった大使館爆破事件の真犯人で、ボリビアからの撤退を指示された事で凶行に至った事をスエーニョに語っている。
ガブリエラ
アントニオの妻。ドメスティックバイオレンスやある村の女性を全員拉致するといった奇行を繰り返すアントニオに怯えており、アントニオの家にいたところをノマド達に見つかり、アントニオのことについて話した。その後はサンタ・ブランカのシカリオ達に付け狙われ、ノマド達に保護してくれるよう頼む。
ルーペ・ヴェラ
ボリビアの女性ジャーナリスト。サン・マテオを中心にサンタ・ブランカ主導で発生している失踪事件を調査していて、失踪した人間は全員死亡したと見ている。そのことからサンタ・ブランカに監禁されるものの、ノマド達と反乱軍によって救出され、失踪事件の解決の鍵となる情報をノマド達に託す。
チャベス
タバカル地方の地元民から慕われている、農業組合のリーダーを務める老齢のコカ農家。マドレ・コカやサンタ・ブランカに反抗しようと、カルテルに襲撃される可能性を覚悟の上で地元民に訴える硬骨漢で、反乱軍からも「真の革命家」と評されている。
エレンディラ・ブエンディア
バロ将軍の娘で、国外へ逃亡せずに貧しい地域の小学校で教師をしている。父親であるバロがサンタ・ブランカと関わることに憤りを感じており、以降は関係を絶っていた。バロからは「人の痛みがわかる優しい子」と評されている。
ヴァレリア・フロレス
二ディア・フロレスとエル・ボキータの娘。エル・スエーニョのことはボスと呼び、「頭が禿げているから嫌い」と語っている。
チュイ、ロサ
エル・ヤヨの家族。チュイは息子で、ロサ(ロシータ)は妻。チュイは父親がサンタ・ブランカのために働いていることに反対し、ロサは「家族とコカ農家のために頑張っている」と認めるという違いはあるが、どちらもアメリカがコカ農家を弾圧していることに怒りを抱いており、自分達を救出したノマド達に非難の言葉を吐いた。

### ボーナスミッション関係者
サム・フィッシャー
日本語版声優 - 玄田哲章
YEAR2ボーナスミッション「ウォッチマン作戦」の主要人物にしてスプリンターセルシリーズの主人公。ボウマンとは古い知人であり、CIA工作員がサンタ・ブランカに極秘軍事情報を横流しすることを防ぐためゴースト部隊と共同作戦を取る。
メタルギアシリーズのソリッド・スネークらしき人物と面識がある描写が存在する。
カヴェイラ (CAVEIRA)
YEAR2ボーナスミッション「アークエンジェル作戦」の主要人物にしてレインボーシックス シージの登場人物。弟であるブラジル連邦警察の捜査官のデンゴソがサンタ・ブランカに潜入し、捕らえられたためボリビアにて単独行動を行い、彼を救出しようとする。
トゥイッチ (TWITCH)、ヴァルキリー (VALKYRIE)
YEAR2ボーナスミッション「アークエンジェル作戦」の主要人物にしてレインボーシックス シージの登場人物。ボリビアに単身渡ったカヴェイラを追うために派遣され、ゴースト部隊とともに彼女の行方を捜す。
ジョン・コザック
YEAR2ボーナスミッション「サイレントスペード作戦」の主要人物にしてゴーストリコン フューチャーソルジャーの登場人物。この時点でのコードネームは「リトルブラザー」。ユニダッドがロシアの超国家主義者に対しウランを密売する計画を阻止するため潜入工作を行う。
スコット・ミッチェル
YEAR2ボーナスミッション「サイレントスペード作戦」の主要人物にしてゴーストリコン フューチャーソルジャーの登場人物。ゴースト部隊の総司令官で、ノマドらゴースト隊員にコザックの支援を命ずる。
コール・D・ウォーカー
日本語版声優 - 坂詰貴之
ボーナスミッション「オラクル作戦」の主要人物。ゴースト部隊の一員であり、ユニダッドに最新兵器の情報を売り渡した技術者を囚えるミッションでノマドらと協力するが、CIAが出す無謀なミッションにより2人の仲間が死んでしまったことから、CIAに反発する姿勢を見せていた。その後、本作の続編ゴーストリコン ブレイクポイントのプレゼンにてノマドと敵対する勢力「ウルヴズ」を率いる人物であるとアナウンスされた。
顔のモデルと英語版の吹き替えを担当しているのは、俳優のジョン・バーンサル。

## システム

### 戦闘
サンタ・ブランカのシカリオ（構成員、殺し屋）はミッション地帯以外にもマップ中のいたるところに現れていて、ゴーストらを発見すると銃撃を行い排除しようとする。ゴーストは前作『フューチャーソルジャー』に続きシンクショットと偵察ドローンの使用が可能であり、ミッション遂行時にゴーストが隠密行動をとるか正面から突撃するかは、特定の指示がない限りプレイヤーの自由裁量となっている。

### 協力
反乱軍はゴーストに協力体勢にいて、ゴーストがマップ内で発見した物資を渡して経験値を上げる。また、ミッション地点に収容されている反乱軍のメンバーを解放すると武器を取ってゴーストの敵対勢力と交戦する他、ゲームでのサイドミッションをクリアして反乱軍と緊密な関係になれば反乱軍を戦闘に協力させることができる（迫撃砲の使用、戦闘員の派遣、偵察など）。

### 警戒度
ユニダッドはゴーストを発見するとサンタ・ブランカ同様ゴーストを攻撃するが、同時に警戒レベルがついてゴーストを組織的に追跡する。また、ゴーストからの反撃が続くと警戒レベルが最大4ランクまで上がり、ランクが上がるにつれてヘリコプターや重装兵などで兵力を増大させていく。ユニダッドはサンタ・ブランカとは中立的な関係にあり劇中でのサンタ・ブランカの犯罪行為を容認する一方で、ゴーストとサンタ・ブランカとの交戦時にユニダッドが派遣されて三つ巴の戦いになることもあり、あくまでもサンタ・ブランカの味方というわけではない。そのためゴーストの行動次第では、こちら側が戦闘に一切荷担せずサンタ・ブランカとユニダッドが互いに争い合う状況を作ることも可能となる。

### カスタマイズ
性別および人種を含めたプレイヤーが使用するゴースト隊員の容姿と、銃器のカスタムが可能。また、ミッションを達成したり反乱軍に物資を渡したりして獲得した経験値が一定になるとレベルアップしスキルポイントを獲得できる。スキルポイントを使って各種スキルを上げると、プレイヤーキャラであるゴースト隊員の能力値がアップしていく。

### チャレンジ
特定のシチュエーションを想定して、一定の条件でプレイを達成することで新たなアイテムなどを得られる期間限定のサービス。チャレンジの中には南米の伝説にあやかったサンタ・ブランカの幹部を排除するものや、ゴーストチームがプレデターと戦うコラボチャレンジも存在した。

## 『ナルコロード』
ダウンロードコンテンツのひとつで、本編の後日談的な内容。サンタ・ブランカの密輸網を担当し、エル・スエーニョ確保後は実質的な頭目となった『エル・インビジブレ』を捕捉するため、サンタ・ブランカ内にある3つのギャングに潜入する。各ギャングのボスの支持率がゲームの攻略に関わり、メインミッションだけでなくサイドミッションや乗り物を使った「ELECTROチャレンジ」をクリアする必要がある。

### サンタ・ブランカ
ゴースト
ゴーストチームの一員。本編の主人公であるノマドとは別人物である可能性がある。姿を現すことのない『エル・インビジブレ』を捉えるためカレン・ボウマンの指揮のもと傭兵という立場となり、サンタ・ブランカに潜入して3人の幹部と接触。『エル・インビジブレ』の正体をつきとめていくため、組織の中で様々な仕事をこなし暗躍していく。
エディ・エスコバド
パーティー・ギャング『ロス・カミカゼ』のリーダー。プレイボーイでありリアリティ番組のスターで、エクストリームスポーツの世界でも活躍している。SNSのフォロアーは7000万人を超えている。ゴーストに数々の享楽的な依頼をし、スカイダイビング中にゴーストに銃を突きつけられ連行させられそうになった際、「最高のパーティー」としてパラシュートを捨て、自ら命を絶つ。
アルトゥーロ・レイ
バイカー・ギャング『デス・ライダーズ』のリーダー。サンタ・ムエルテに過剰なまでの崇拝と敬愛を抱いており、宗教家としての側面を持っている。やがてサンタ・ムエルテへの人身御供として自身と多数の人々の命を奪う計画を立てるが、ゴーストの介入により人々の殺害は阻止され、ゴーストとの格闘戦の末に自分のバイクに乗り、火を付けて自らの命のみを生贄として捧げた。
トニオ・マテオス
モーター・ギャング『ロス・ヒネテス・ロコス』のリーダー。腕利きのドライバーで、ラップめいた物言いをすることが多い。ゴーストの実力を認めるが同時にライバル意識を抱いており、エスコバドやアルトゥーロと比べると敵対的な態度が多い。ゴーストの存在が組織内で高まるに連れ彼への嫉妬が高まり、勝負として自分のタイムを抜くことを要求。それを成し遂げたゴーストを飛行機で襲撃するが、逆に射殺される。
ソンリサ
サンタ・ブランカに所属する情報屋の男。三人のリーダーと比べると穏やかな性格で、釣りを好み、哲学的な物言いをよくする。その後、物語終盤にてエル・インビジブレの身柄と引き換えにアメリカへの亡命を要求し、無事アメリカへと旅立つ。
しかし最終ミッション終了後、エル・インビジブレのPDAを見守るゴーストとボウマンの目の前で、PDAを使いCIAのコンピューターをハッキングし、実は彼こそがエル・インビジブレであることが明かされる。本名はホセ・バルガスで、友人がDEAに殺害されて以降、アメリカへの報復を狙っていたと見られる。しかし2年後、アメリカのネバダ砂漠で発見され、ゴースト本人の手により射殺された。

### ロス・シン・アルマ（Los Sin Almas）
エル・スエーニョ捕捉後のサンタ・ブランカ衰退後、ボリビアに台頭した麻薬カルテル。サンタ・ブランカや反乱軍の離反者や新人によって構成され、メンバーは(サンタ・ブランカのシカリオが白を基調にしているのに対し)赤、黒、黄色を基調としたカラーの服を身につける。
ロランド
誘拐を繰り返している男。ミア・ヴァレリアを拉致するが、彼女のうるささに耐えかねロス・シン・アルマの刑務所に放り込む。心臓に持病を持っていることをノマドに漏らしてしまったため、無茶なドライビングに付き合わされるハメとなり、ミアの情報を吐いた。

### その他
カレン・ボウマン
本編に引き続き登場。
カルロス・レギーヨ
CIAによって逮捕されたハッカー。懲役30年と引き換えに「エル・インビジブレ」の使用していたとみられるPDAの情報を提供し、今回の潜入作戦の端緒となった。
ミア・ヴァレリア
テレビドラマで活躍している女優。エディ・エスコバドに関心を持たれているが、彼女自身は人道支援に関心があり、贅沢な生活を見せびらかすエディを苦々しく思っている。
フランコ司令官
ユニダッドの司令官のひとり。フルネームはホセ・ミゲル・アルベルト・カリエリ・デ・ベスラコ・フランコ。エル・インビジブレに多額の給料を要求したため不興を買い、その後ロス・シン・アルマに自分の身柄を警護させる。しかし、ゴーストに新しい仕事を要求するための身代わりとして拉致されゴーストやその母親を拷問することを仄めかすも、最終的にその勢いも虚しく自爆させられた。

## 『フォールン・ゴースト』
ダウンロードコンテンツのひとつで、本編の後日談的な内容。サンタ・ブランカ壊滅後、傭兵による新勢力「ロス・エクストランヘロス」が台頭する中、ゴーストチームのノマド、ミダス、ホルト、ウィーバーがボリビアに取り残され狙われるCIAの要員や反乱軍幹部を保護しながら、敵勢力を排除していくという内容。

### ロス・エクストランヘロス
ユニダッドの増援として、ボリビア政府が依頼した傭兵集団。部隊章は南アメリカ大陸の地図とサバイバルナイフの上にジャガーの顔であり、南米諸国の不祥事を起こした特殊部隊員の連合体(PMC)を中心に、同組織成立より前から傭兵業をしていた者や、元カルテル構成員、犯罪者などが合流して編成されている。
政府との契約では内戦の鎮圧やCIA捜査官の排除などを依頼されたが、その業務は派遣地域の安全を全く考慮せず、過剰な殺傷行為が常態化している。また没落したサンタ・ブランカに代わりサイドビジネスとして麻薬での収益を得ており、ボリビアでも政府の黙認により国民達を武力で動員して無理矢理コカインを生産させるなどして、CIAより新たな脅威に指定された。
隊員達は未来的なデザイン の戦闘服に身を包み、また独自の戦闘ヘリコプターや装甲車を保有しており、基本的な装備の質でもユニダッドを上回る。その上、闇取引や強奪といった手段で調達した最新のハイテク兵器を一部使用しており、他の勢力より戦闘面で優位に立っている。
余談だが、スペイン語圏のボリビアでロス・エクストランへロスの傭兵は全員英語で会話している。
フアン・メルロ
ロス・エクストランヘロスの総指揮官。フルネームはフアン・イグナシオ・メルロ。階級は大佐。元メキシコ軍。軍時代は数多の戦場で戦ったベテランにして、ボウマンに「ここまでのクズにはそうそう出会えない」と言わしめるほどの有名な戦争犯罪者。サンタ・ブランカ衰退後、その後発生した勢力争いにチャンスを見出した。
部下である3人の指揮官が排除された後、体勢を立て直すために首都から作戦地域に赴き、これまでの報復として住民達を襲撃する作戦を実行しようとするが、ノマド達ゴーストに抹殺される。彼の死後、ロス・エクストランヘロスは戦力を失い、複数の国際人権法違反により当局の調査を受けるようになる。
ダンテ・クルザール
北管区の指揮官。階級は大尉。元ブラジルの憲兵。残忍な行為を好んでおり、どんな行為も許されると思っている傲慢な性格。数々の虐殺や伝統物品の略奪を犯したため、ゴーストは彼の死に対し「正義がこの世に存在するなら、奴は地獄で焼かれるはずだ」と吐き捨てた。

ルイス・ロチャ
西管区の指揮官。階級は少佐。元アルゼンチン軍。特殊作戦に通じているロス・エクストランヘロス版の『ゴースト』。最期の瞬間まで喋る描写が存在しない。

トマス・オルテガ
東管区の指揮官。階級は大尉。元グアテマラのチンピラ。コロンビアで麻薬組織を率いた経歴を持ち、喧嘩を好む血の気が多い性格。サンタ・ブランカの残党や拉致した市民をジャングルに作った「アリーナ」でデスマッチさせており、最期は自身が「アリーナ」でゴーストと対戦する。

### その他
ソクラテス
ボリビアに駐在するCIAの要員。ヘリコプターの墜落以降外部からの通信ができなくなったゴースト・チームを支援する。

### 新たな敵兵
ロス・エクストランヘロスは通常の歩兵の他に、特殊効果がある装備を支給された兵士達を動員している。
装甲兵
スチールパッドとカーボンファイバージョイントによる極めて頑丈なボディアーマーで頭以外を防護しており、ヘッドショットか近接攻撃以外でしか倒すことができない。
エリートスナイパー
強力なライフルとレ－ザーサイトで武装しており、一撃でゴーストチームに致命傷を与える。この兵士に狙われるとサイトの赤いレーザー光線に追跡される。
ジャマー
電子機器を妨害するポータブルジャミング装置を背負っている。有効範囲にいるジャマー達を倒さないと、ゴーストチームはマップ、ドローン、暗視装備を一切使えなくなる。
隠密作戦部隊
強奪品であるイスラエル製プロトタイプの光学迷彩で武装しており、接近しないとほぼ視認することができない。強力なクロスボウを得物としている。

## PvPモード
PvPモードとして『ゴーストウォー』を2017年10月10日に実装。「サンタ・ブランカ亡き後、世界中の特殊部隊が拠点を作り勢力争いをしている」というシチュエーションにより展開されている。
以下は、ゴーストウォーで使用するクラス(兵種)のおおまかな解説である。
| クラス名   | スキル                   |
| ---------- | ------------------------ |
| リクルート | 訓練を終えたばかりの新兵 |

| クラス名       | スキル                                   |
| -------------- | ---------------------------------------- |
| ポイントマン   | 前線で戦うことに特化している             |
| タンク         | 仲間プレイヤーの護衛を得意とする。       |
| テック         | ドローンの妨害装置を使用する。           |
| アサシン       | 消音器付きの銃器を持ち、気付かれず倒す。 |
| ディスラプター | 敵の持つ電子機器を妨害する。             |
| プレデター     | 短時間の激しい戦闘を得意とする。         |
| エシュロン     | ソナーで隠れた敵を察知する。             |
| サージョン     | 最前線にいる味方を治癒する。             |

| クラス名         | スキル                                     |
| ---------------- | ------------------------------------------ |
| スナイパー       | 長距離狙撃を得意とする。                   |
| レンジャー       | 中～長距離での戦闘に特化している。         |
| エンフォーサー   | LMGでの援護射撃を得意とする。              |
| センチネル       | 衛星端末を使用して偵察を行う。             |
| パスファインダー | クロスボウで武装し、隠密作戦を得意とする。 |
| トラッパー       | 敵を眠らせるトラップを設置する。           |
| ストーカー       | 遠距離から密かに敵を仕留める。             |

| クラス名       | スキル                         |
| -------------- | ------------------------------ |
| スカウト       | 偵察ドローンを使用する。       |
| アーティラリー | 迫撃砲による爆撃を行う。       |
| ディバージョン | 銃声を偽装した撹乱を行う。     |
| メディック     | 遠距離にいる仲間を治癒できる。 |
| ゲリラ         | スモークで敵の目をくらます。   |
| トクシック     | 毒ガスで敵を攻撃・撹乱する。   |